# Section.80
Section.80 é o primeiro álbum de estúdio do rapper americano Kendrick Lamar. Foi lançado em 2 de julho de 2011 pela Top Dawg Entertainment (TDE). Nos anos que antecederam seu lançamento, Lamar produziu anteriormente várias mixtapes sob o moniker K.Dot. Em 2010, Lamar lançou Overly Dedicated, seu quarto mixtape solo. Logo após seu lançamento, ele começou a trabalhar na Section.80.
A  produção  de Section.80 foi administrada principalmente por produtores internos da TDE do grupo de produção Digi+Phonics, bem como THC, Tommy Black, Wyldfyer, Terrace Martin e J. Cole. Um álbum conceitual, apresenta temas líricos entregues por Lamar, como a epidemia de crack dos anos 1980, o racismo e a tolerância aos medicamentos da Geração Y. O álbum apresenta participações de GLC, Colin Munroe, Ashtrobot, BJ the Chicago Kid, Schoolboy Q, Ab-Soul e vocais da cantora e compositora Alori Joh.
A Section.80 recebeu críticas geralmente positivas dos críticos após seu lançamento. O álbum estreou na posição 113 nos EUA Billboard 200 e em fevereiro de 2014, vendeu 130.000 cópias no mercado interno. Em abril de 2017, foi certificado  ouro pela Recording Industry Association of America (RIAA).

## Plano de fundo
Antes do lançamento do álbum, Kendrick Lamar lançou várias mixtapes sob o K.Dot moniker. A primeira dessas mixtapes, intitulada Youngest Head Nigga in Charge, rendeu a Lamar um contrato de gravação com a Top Dawg Entertainment. Através da Top Dawg Entertainment, Lamar lançaria quatro mixtapes, incluindo Overly Dedicated. Lamar se sentiu compelido a criar o álbum depois de ver um amigo seu ser preso por 25 anos e experimentar a dor de tal evento.

## Gravação
Lamar começou a trabalhar no álbum em janeiro de 2011. O álbum foi gravado no Top Dawg Studios em Carson, Califórnia. A maior parte do álbum foi escrita na cozinha da mãe de Lamar e em seu ônibus de turnê. Durante a gravação do álbum, Lamar desejou que fosse "o mais orgânico possível," às vezes deixando músicas inacabadas por longos períodos de tempo.

## Música e letra
Musicalmente, Section.80 é um hip hop consciente e rap alternativo disco com produção "despojada" de jazz. Suas faixas contêm elementos adicionais de [[música pop|pop] ], boom bap, R&B, e "funky aventuras" no southern hip hop. Liricamente, Section.80 é um álbum conceitual que habita sobre uma variedade de assuntos, como a década de 1980 epidemia de crack, tolerância a medicamentos, racismo e presidência de Ronald Reagan. Lamar afirmou que criou o álbum para discutir sua geração.

### Músicas
Várias músicas em Section.80 giram em torno de duas mulheres, Tammy e Keisha, e suas dificuldades pessoais. "Tammy's Song (Her Evils)" gira em torno de duas garotas que traem seus namorados depois de descobrirem que eles foram infiéis e, eventualmente, dormem uma com a outra porque não podem. não confio nos homens; "Keisha's Song (Her Pain)" é sobre uma prostituta que busca conforto e controle, apenas até sua morte.
Em "A.D.H.D.", Lamar aborda "ficar fodido, ir a festas e apenas ser despreocupado", enquanto "Kush & Corinthians" observa que justiça e moral raramente são definidas e secas. O single principal e a música final do álbum, "HiiiPoWeR", explica o " Movimento HiiiPoWeR" promovido por Lamar e seus colegas de gravadora Top Dawg Entertainment. A música veio das interações de Lamar com o colega rapper J. Cole e presidente da TDE Punch.
A música "Ronald Reagan Era" traz gravações vocais não creditadas de RZA, que Lamar menciona em entrevista à Complex em 2011 foram orquestradas pelo DJ Fricktion de Londres, que na época estava trabalhando com RZA em vários discos.
Em agosto de 2019, a música "The Spiteful Chant" foi removida dos serviços de streaming sem comentários de Lamar ou Top Dawg Entertainment. Há algumas especulações de que a remoção foi resultado de problemas de liberação de amostras, como "The Spiteful Chant" contém uma amostra não licenciada da música de 2011 "Iron" de Woodkid.

## Lista de Musicas
| Section.80 track listing |                                                                |                       |         |  |
| N.º                      | Título                                                         | Producer(s)           | Duração |  |
| 1.                       | "Fuck Your Ethnicity"                                          | THC                   | 3:44    |  |
| 2.                       | "Hol' Up"                                                      | Sounwave              | 2:53    |  |
| 3.                       | "A.D.H.D"                                                      | Sounwave              | 3:35    |  |
| 4.                       | "No Make-Up (Her Vice)" (featuring Colin Munroe)               | Sounwave              | 3:55    |  |
| 5.                       | "Tammy's Song (Her Evils)"                                     | THC                   | 2:41    |  |
| 6.                       | "Chapter Six"                                                  | Tommy Black           | 2:41    |  |
| 7.                       | "Ronald Reagan Era (His Evils)"                                | Tae Beast             | 3:36    |  |
| 8.                       | "Poe Mans Dreams (His Vice)" (featuring GLC)                   | Willie B              | 4:21    |  |
| 9.                       | "The Spiteful Chant" (featuring Schoolboy Q)                   | Sounwave Dave Free    | 5:20    |  |
| 10.                      | "Chapter Ten"                                                  | THC                   | 1:15    |  |
| 11.                      | "Keisha's Song (Her Pain)" (featuring Ashtrobot)               | Tae Beast             | 3:47    |  |
| 12.                      | "Rigamortis"                                                   | Willie B Sounwave [a] | 2:48    |  |
| 13.                      | "Kush & Corinthians (His Pain)" (featuring BJ the Chicago Kid) | Wyldfyer              | 5:04    |  |
| 14.                      | "Blow My High (Members Only)"                                  | Tommy Black           | 3:35    |  |
| 15.                      | "Ab-Soul's Outro" (featuring Ab-Soul)                          | Martin                | 5:50    |  |
| 16.                      | "HiiiPoWeR"                                                    | J. Cole               | 4:39    |  |
| Duração total:           | Duração total:                                                 | Duração total:        | 59:44   |  |

Notas
- ↑[a]  significa um coprodutor
- "ADHD" contém vocais adicionais de Ab-Soul
- "HiiiPoWer" contém vocais adicionais de Alori Joh

## Pessoal
Os créditos são adaptados de AllMusic.
| - Kendrick Lamar – artista principal - Sounwave – produtor - Terraço Martin – produtor - J. Cole – produtor - Wyldfyer – produtor - Tommy Black – produtor - Dave Free – produtor - Derek "MixedByAli" Ali – engenheiro de mixagem | - Ab-Soul – artista em destaque - BJ the Chicago Kid – artista convidado - Colin Munroe – artista convidado - Schoolboy Q – artista em destaque - Ashtrobot – artista em destaque |

## Desempenho nas paradas

### Gráficos semanais
| Paradas (2011)                                    | Melhor posição |
| ------------------------------------------------- | -------------- |
| Estados Unidos (Billboard 200)                    | 113            |
| Estados Unidos (Billboard Top R&B/Hip Hop Albums) | 22             |
| Estados Unidos (Billboard Rap Albums)             | 13             |
| Estados Unidos (Billboard Top Heatseekers Albums) | 1              |
| Estados Unidos (Billboard Digital Albums)         | 21             |